# 稀人 (电影)
《稀人》，是2004年發行的一部日本恐怖电影，由清水崇导演，冢本晋也和宫下友美主演。

## 劇情
摄影师増冈的性格扭曲壓抑，对人类的恐惧有浓厚的兴趣。一日他拍到了一男子刺入自己眼球自杀的恐怖表情，从此对此不能忘怀，终日流连试图体验到这种恐怖滋味。一日他进入他下迷宫，发现了一群四肢着地的人形动物，带回一名叫F的女生物，发现她只愿喝人血，于是不停杀人取血。终于他自己切开了血管去喂饥饿已极的F，在看到她的笑容时体验到了那種恐怖。